# Вільгельм Терслефф
Вільгельм Терслефф (швед. Wilhelm Törsleff, 26 листопада 1906 — 18 січня 1998) — шведський яхтсмен.
Бронзовий призер Олімпійських Ігор 1928 року в класі 8 метрів.